# San Feliciano
San Feliciano er en mindre by i kommunen Magione i provincen Perugia i Umbrien, Italien. 

## Geografi
San Feliciano ligger 18 km vest for provinshovedstaden Perugia og ligger ved den østlige bred af Trasimenosøen. 
Byen ligger 279 m.o.h. og har et indbyggertal (2001) på 581 personer.

## Historie
Byen har sit navn fra St. Felician af Foligno, der var biskop i Foligno i 2. århundrede. De første bosættelser i området dateres til 8. århundrede f.Kr. Fra 5. til 3. århundrede f.Kr. blev området beboet af etruskiske stammer hvorefter romerne tog over. I middelalderen kendtes byen som Villa de Sancti Filiciani Lacu og hørte under Perugia. Der blev opbygget bymur 1407.

## Seværdigheder
- Parrocchia San Feliciano, kirke, opført i 1905 i nygotisk stil.
- Museo della Pesca, Fiskerimuseum, indviet 1974.

## Transport
Der går turbåde til den lille ø Polvese fra molen i San Feliciano.